# Лемей (Міссурі)
Лемей (англ. Lemay) — переписна місцевість (CDP) в США, в окрузі Сент-Луїс штату Міссурі. Населення — 17 117 осіб (2020).

## Географія
Лемей розташований за координатами 38°31′54″ пн. ш. 90°17′3″ зх. д. / 38.53167° пн. ш. 90.28417° зх. д. (38.531799, -90.284103).  За даними Бюро перепису населення США в 2010 році переписна місцевість мала площу 11,80 км², з яких 11,32 км² — суходіл та 0,47 км² — водойми.

## Демографія
Згідно з переписом 2010 року, у переписній місцевості мешкало 16 645 осіб у 6915 домогосподарствах у складі 4123 родин. Густота населення становила 1411 особа/км².  Було 7610 помешкань (645/км²).
Расовий склад населення:
| - 93,6 % — білих - 1,7 % — чорних або афроамериканців - 1,7 % — азіатів - 0,3 % — корінних американців - 1,0 % — осіб інших рас |

До двох чи більше рас належало 1,7 %. Частка іспаномовних становила 3,1 % від усіх жителів.
За віковим діапазоном населення розподілялося таким чином: 21,1 % — особи молодші 18 років, 62,1 % — особи у віці 18—64 років, 16,8 % — особи у віці 65 років та старші. Медіана віку мешканця становила 39,8 року. На 100 осіб жіночої статі у переписній місцевості припадало 92,6 чоловіків;  на 100 жінок у віці від 18 років та старших — 89,4 чоловіків також старших 18 років.
Середній дохід на одне домашнє господарство  становив 48 787 доларів США (медіана — 43 282), а середній дохід на одну сім'ю — 55 673 долари (медіана — 47 519). Медіана доходів становила 40 000 доларів для чоловіків та 30 665 доларів для жінок. За межею бідності перебувало 15,8 % осіб, у тому числі 23,4 % дітей у віці до 18 років та 8,9 % осіб у віці 65 років та старших.
Цивільне працевлаштоване населення становило 7755 осіб. Основні галузі зайнятості: освіта, охорона здоров'я та соціальна допомога — 19,7 %, роздрібна торгівля — 15,5 %, мистецтво, розваги та відпочинок — 14,4 %.